# Barreiro de Besteiros
Barreiro de Besteiros is een plaats (freguesia) in de Portugese gemeente Tondela en telt 1061 inwoners (2001).